# Paulista Futebol Clube
O Paulista Futebol Clube, mais conhecido como Paulista de Jundiaí é uma agremiação esportiva sediada em Jundiaí, no estado de São Paulo. Foi fundado em 17 de maio de 1909 e suas cores são vermelho, preto e branco. 
O clube tem como seus principais títulos o da Copa do Brasil, na edição de 2005, da Série C, em 2001, além de um tricampeonato da Copa Paulista em 1999, 2010 e 2011. 
O Paulista disputará a terceira divisão do Campeonato Paulista em 2026, após acesso conquistado pelo vice-campeonato da quarta divisão em 2025. 

## História

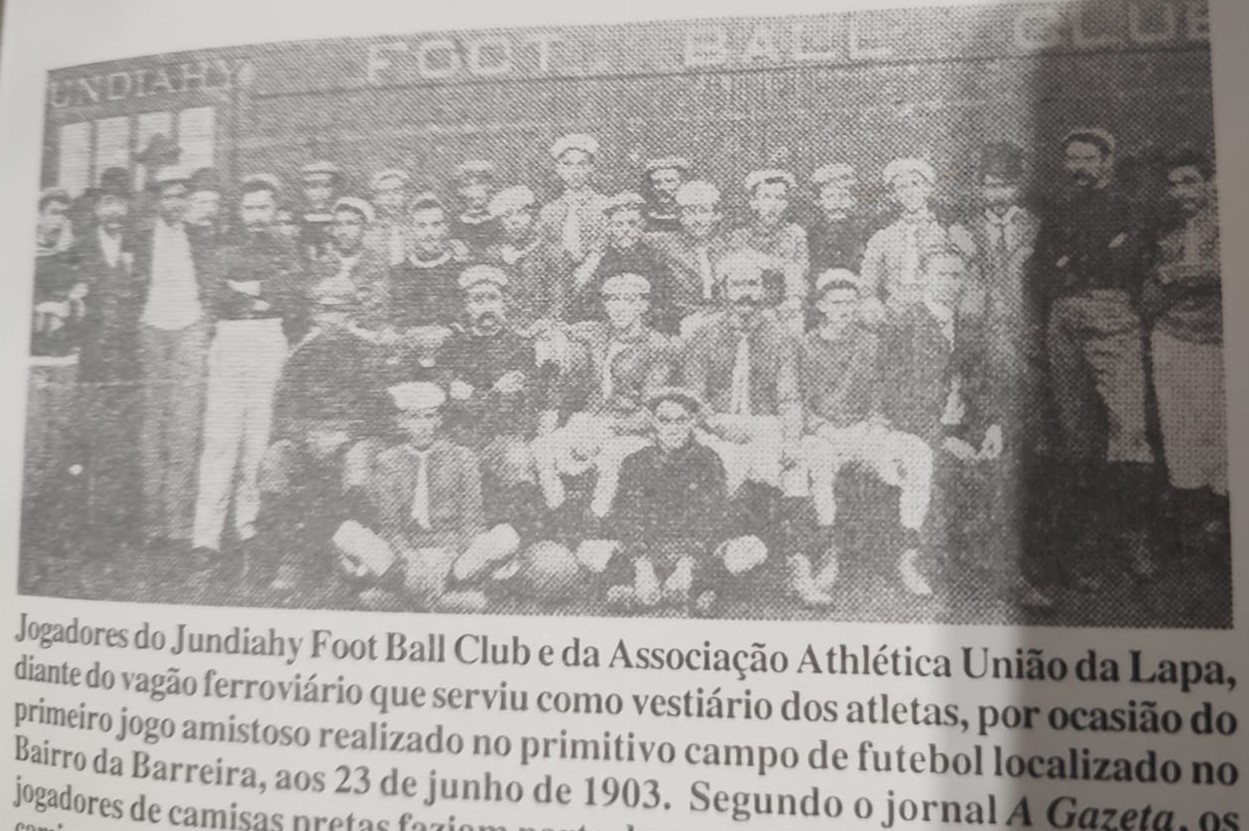
Primeira partida do Jundiahy Foot Ball Club, diante da Associação Athlética União da Lapa, em 23 de junho de 1903. Foto publicada no Jornal A Gazeta Esportiva, em 18 de agosto de 1944 e reproduzida no livro Jundiahy Foot Ball Club ou Paulista FC, de Cláudio Lucato.

A história do Paulista Futebol Clube começa a ser escrita com a fundação do Jundiahy Foot Ball Club, em 1903, por diversos funcionários da então Companhia Paulista de Estradas de Ferro, a Cia. Paulista, especialmente ingleses, escoceses e seus descendentes, que haviam chegado à Jundiaí nos anos 1890 para a implementação dos escritórios e oficinas da ferrovia - a qual acabara de deixar Campinas, acamada com uma epidemia de febre amarela.  
O precursor do Paulista Foot Ball Club utilizava um terreno próximo ao Complexo da Ferrovia, no Bairro da Barreira (atual Vila Rio Branco ou Vila Liberdade) para realizar as partidas, que tinham um cunho social e recreativo para o futebol entre os próprios trabalhadores da Cia. Paulista.
Após cinco anos de atividades, o Jundiahy Foot Ball Club foi extinto por conta do falecimento do seu fundador. 
Nota: apesar de também fundado por funcionários da Companhia Paulista de Estradas de Ferro, em 1900, inclusive com pessoas ligadas às histórias das duas agremiações, não há conhecimento sobre dissidências ou divisões políticas no Grêmio C.P., clube recreativo de Jundiaí com sede social ativa até o presente momento, que culminaram na fundação do Jundiahy Foot Ball Club.
Então, em 17 de maio de 1909, funcionários da Companhia Paulista de Estradas de Ferro, simpatizantes e jogadores do antigo Jundiahy Foot Ball Club decidem refundar, "em frente á Locomotiva nº 34, estacionada no pátio de manobras, perto da fundição, o Paulista Foot Ball Club" (LUCATO, 2000), agora em homenagem à empresa que sempre prestigiava os eventos do antigo clube. Como evidencia Lucato na publicação, o Paulista FC não era de propriedade da Ferrovia, e sim uma agremiação formada por trabalhadores da mesma.

### Era amadora e primeiros títulos
Nos primeiros anos de fundação, o clube seguia com o propósito de servir aos associados e às disputas internas do esporte bretão.
Em 1919, com 10 anos de idade, o Paulista se filia à A.P.E.A. (Associação Paulista de Esportes Athléticos) e disputa, pela primeira vez, o Campeonato Paulista do Interior. À época, havia uma divisão entre a capital e o interior do estado de São Paulo, já que os paulistanos disputavam o Campeonato Paulista - e não havia confronto entre as equipes vencedoras dos dois torneios.

### O primeiro título: Campeonato Paulista do Interior de 1919
E logo no seu primeiro ano, o Paulista se sagra campeão da competição goleando o XV de Piracicaba por 5x1, em partida disputada no Estádio da Ponte Grande, de propriedade do Sport Club Corinthians Paulista, em São Paulo. O Paulista entrou em campo com Bruno; Lilo e Paulino; Bertolini, Rosa e Tatu; Batata, Miguel, Camargo, Minguta e Lamaneres, enquanto a equipe piracicabana atuou com Carrara; Schimidt e Achiles; Chico Pousa, Carmo e Nardini; Falchi, Pio, Pereira, Barrento e Foguinho.[carece de fontes?]

### Clássico contra oCorinthians Jundiaiense
Além do título, cujas finais foram em 1920 mas referente ao Campeonato Paulista do Interior de 1919, um dos grandes destaques da campanha foi o confronto entre Paulista Futebol Clube e Corinthians Jundiaiense, que movimentou Jundiaí ainda na primeira fase do torneio. A A.P.E.A. (Associação Paulista de Esportes Athléticos) dividia o estado de São Paulo em cinco zonas, às quais apenas o campeão disputaria as semifinais da competição (Paulista FC, Comercial de Ribeirão Preto, XV de Piracicaba, Atlético Santista e Caçapavense foram à fase final). Paulista e Corinthians Jundiaiense disputavam a Zona Paulista, e protagonizaram o clássico local em 14 de março de 1920, na primeira rodada do torneio, e no recém-inaugurado estádio do rival, localizado na Vila Arens. O resgate histórico realizado na publicação, com relatos de jornais da época, explicita a tensão e o clamor da cidade antes e durante a partida, com discussões acaloradas entre crianças, fogos e briga entre jogadores dos dois times antes e após o confronto. O Corinthians Jundiaiense seria campeão do interior em 1920.

### Bicampeonato do interior e o convite à Primeira Divisão
Entre 1919 e 1933, além da A.P.E.A. (Associação Paulista de Esportes Athléticos) o Galo foi filiado à L.A.F. (Liga de Amadores de Futebol). Com dois títulos do interior (1919 e 1921), o Paulista faz história e é convidado a participar do Campeonato Paulista de Futebol de 1926, organizado pela Liga dos Amadores de Futebol, se tornando o segundo clube do interior do Estado a disputar a Primeira Divisão Paulista. O primeiro havia sido o Hydecroft Foot-Ball Club, coincidentemente também de Jundiaí, que disputara o Paulistão de 1914. O Galo jogou 14 partidas no torneio e conquistou apenas duas vitórias, além de quatro empates e oito derrotas, terminando a competição em 7º lugar.

### Campeonato Amador de Jundiai: quase 60 anos depois, ainda o maior campeão
Além de traçar voos altos buscando protagonismo no Estado de São Paulo, o Paulista também jogava o Campeonato Jundiaiense de Futebol Amador. E conquistou 11 títulos entre a década de 1930 e 1960: 1930, 1931, 1932, 1936, 1939, 1940, 1941, 1942, 1947, 1966 e 1967. Até hoje, o Galo é o maior campeão do torneio, mesmo quase 60 anos do último título.

### Profissionalismo e acessos à 1ª Divisão
Em 1941, a Federação Paulista de Futebol (FPF) é fundada, na qual o Paulista FC se filia. Já em 1948, a segunda divisão estadual (atual Série A2) é criada com objetivo de organizar o acesso à 1ª Divisão.

### 1968: primeiro acesso e título invicto
Desde a fundação da FPF e da então Segunda Divisão, o Galo de Jundiaí não deixou de disputar nenhuma vez os torneios de acesso ao primeiro escalão do futebol paulista. Com campanhas alternadas entre os anos, que contrastavam com a construção do Estádio Dr. Jayme Cintra (inaugurado em 1957) o tricolor cresceu ano a ano até conquistar, em 1968, 16 longos anos após a criação do torneio, o primeiro acesso à Primeira Divisão Profissional. Essa persistência é destacada por Fernando Soléra no disco de vinil que a Rádio Bandeirantes produziu, publicou e vendeu em homenagem à vaga conquistada pelo Paulista em 1968. À época, a emissora transmitia algumas partidas das divisões menores e eternizou a voz do título em um produto que traz gravações da campanha histórica: O CANTO DO GALO: Paulista, campeão de 1968

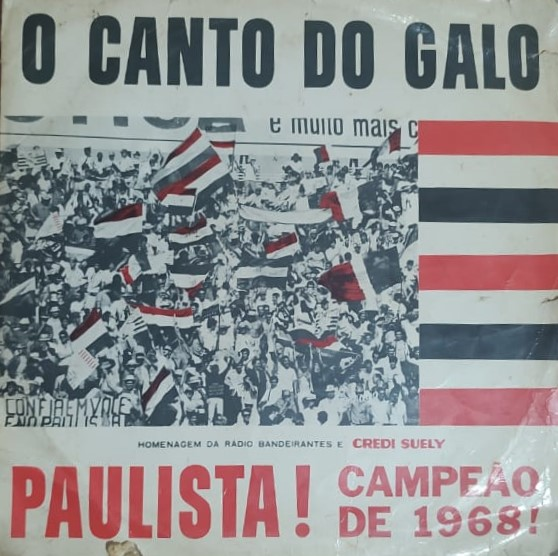
Capa do LP O CANTO DO GALO: Paulista, campeão de 1968.

"Na verdade, Jundiaí nunca desacreditou do triunfo que o futuro lhe reservava. Em 1957, esteve com um pé na divisão principal. Perdeu. Soube perder. Voltou a se reexaminar, colheu do insucesso os frutos positivos que ele pode oferecer e reforçado de seus propósitos, atirou-se novamente à luta. Nestes últimos anos, Jundiaí intensificou sua condição de campeão. Na verdade, começou a ser campeão a cada ano, à medida que os torneios finais iam sendo disputados. Até que chegou 1968! E chegou a hora do Paulista! A hora da gente de Jundiaí explodir no triunfo que tanto aguardava! 
Foram 10 vitórias, 9 empates e nenhuma derrota. Invicta, a campanha para ninguém botar defeito foi mais do que suficiente para superar Ponte Preta, União Barbarense, Taubaté, Bragantino, Esportiva, Nacional e Saad na primeira fase, e depois terminar em primeiro lugar o hexagonal final do torneio, disputando com Francana, Ferroviário, Ponte Preta, Bragantino e Barretos. Foi em cima do clube da terra do rodeio que, na última rodada, o Galo bateu por 3 a 0 no que ficou conhecido como jogo do acesso. A história do acesso está imortalizada, além do LP da Rádio Bandeirantes, no livro 1968: o ano em que o Galo cantou! , o qual conta com detalhes as partidas do torneio.
Antes do acesso, o clube iniciou uma venda de cadeiras cativas para financiar o aumento do Estádio Dr. Jayme Cintra de 20 mil para 50 mil lugares, mas a obra não aconteceu.

### Pelé em Jundiaí: o jogo que toda a cidade estava presente

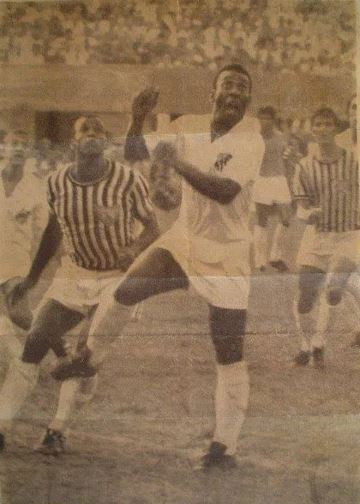
Pelé atuando em 1969 no Estádio Dr Jayme Cintra, em Jundiaí, contra o Paulista Futebol Clube

Pelé jogou duas vezes em Jayme Cintra, mas nunca marcou gol em Jundiaí. O primeiro confronto contra o Santos, entretanto, foi um marco na história da cidade: 22.540 mil pessoas (incluindo 4.175 menores de idade) lotaram completamente o estádio naquele 2 de março de 1969, apenas três meses depois do acesso. Zuza; Luisinho, Jurandir, Valdir e Nonô (Baitu); Foguinho e Ulisses; Mazzola (Tota), Raimundinho, Nilo e Zé Luiz foram os jogadores que atuaram pelo Tricolor sob o comando do técnico Alfredo Sampaio, enquanto a equipe da baixada santista entre em campo com Cláudio; Carlos Alberto, Ramos Delgado, Joel Camargo e Rildo; Clodoaldo e Lima (Negreiros); Manoel Maria, Toninho, Pelé e Edu. O técnico era Antoninho. Gols: Nilo (Paulista, 28’/1º), Toninho (Santos, 34’/2º) e Edu (Santos, 37’/2º). Foram 7 vitórias, 4 empates e 15 derrotas no ano de estreia, terminando a competição com 18 pontos e a pior campanha. Entretanto, não houve rebaixamento no ano.

### 10 anos de Campeonato Paulista e a luta pela permanência
Entre 1970 e 1974, o Campeonato Paulista era dividido em duas fases: a primeira, sem os quatro grandes do estado (Corinthians, Palmeiras, Santos e São Paulo), onde só as equipes menores do interior ou da capital disputavam, e a segunda, quando juntavam todos os clubes "aptos" a participar do torneio.  
Os times de piores campanhas na primeira fase eram rebaixados à Divisão de Acesso. Já de 1975 a 1978, a competição foi realizada em pequenos grupos onde uma classificação final determinaria os clubes que jogariam o mata mata ou se a posição culminaria no rebaixamento. E foram 10 anos do Paulista até o descenso, em 1978, acontecer após uma boa campanha no primeiro turno. 
| CAMPANHAS NA 1ª DIVISÃO DE SÃO PAULO ENTRE 1968 E 1978 | CAMPANHAS NA 1ª DIVISÃO DE SÃO PAULO ENTRE 1968 E 1978 | CAMPANHAS NA 1ª DIVISÃO DE SÃO PAULO ENTRE 1968 E 1978 | CAMPANHAS NA 1ª DIVISÃO DE SÃO PAULO ENTRE 1968 E 1978 | CAMPANHAS NA 1ª DIVISÃO DE SÃO PAULO ENTRE 1968 E 1978 | CAMPANHAS NA 1ª DIVISÃO DE SÃO PAULO ENTRE 1968 E 1978 | CAMPANHAS NA 1ª DIVISÃO DE SÃO PAULO ENTRE 1968 E 1978 | CAMPANHAS NA 1ª DIVISÃO DE SÃO PAULO ENTRE 1968 E 1978 | CAMPANHAS NA 1ª DIVISÃO DE SÃO PAULO ENTRE 1968 E 1978 | CAMPANHAS NA 1ª DIVISÃO DE SÃO PAULO ENTRE 1968 E 1978 | CAMPANHAS NA 1ª DIVISÃO DE SÃO PAULO ENTRE 1968 E 1978 |
| ANO                                                    | 1969                                                   | 1970                                                   | 1971                                                   | 1972                                                   | 1973                                                   | 1974                                                   | 1975                                                   | 1976                                                   | 1977                                                   | 1978                                                   |
| ------------------------------------------------------ | ------------------------------------------------------ | ------------------------------------------------------ | ------------------------------------------------------ | ------------------------------------------------------ | ------------------------------------------------------ | ------------------------------------------------------ | ------------------------------------------------------ | ------------------------------------------------------ | ------------------------------------------------------ | ------------------------------------------------------ |
| Posição Final                                          | 14º                                                    | -                                                      | 11º                                                    | 15º                                                    | -                                                      | -                                                      | 18º                                                    | 16º                                                    | 13º                                                    | 19º                                                    |
| Participantes                                          | 14                                                     | -                                                      | 12                                                     | 18                                                     | -                                                      | -                                                      | 19                                                     | 18                                                     | 19                                                     | 20                                                     |

### 6 anos e o novo acesso em 1984
Seis anos após a queda, o Galo voltava à primeira divisão com o vice-campeonato na divisão de acesso de 1984, com direito a lotar o então Parque Antártica na partida decisiva para a vaga, que terminou com a vitória do Paulista o VOCEM, de Assis, por 7 a 1. Porém, em 1986, o clube foi rebaixado outra vez à 2ª divisão e, em crise financeira, desce pela primeira vez à Série A3 em 1993.

### A era Lousano Paulista
Mas em 1995, a história muda. O Paulista Futebol Clube se torna clube-empresa e abre as portas para co-gestões do futebol. Segundo a Federação Paulista de Futebol (FPF), o Galo foi um dos primeiros clubes do país a adotar esse modelo, que inicialmente foi capitaneado pela Lousano, uma empresa de fios e cabos elétricos (a qual havia patrocinado o Santos Futebol Clube em 1994), e ganhou investimento alto no futebol. Em troca, a identidade: em vez de Paulista, Lousano Paulista.
Com o novo nome, o Tricolor faz barulho no cenário brasileiro ao anunciar a contratação de dois ícones dos times grandes de São Paulo: Toninho Cerezo e Casagrande. E dá certo. Ainda no primeiro ano da parceria, o Paulista conquista, mesmo sem ser campeão, o acesso da Série A-3 à Série A-2 em 1995. Com foco nas categorias de base, o projeto tem seu auge em 1997, quando o Galo conquista o inédito título da Copa São Paulo de Futebol Júnior, vencendo o Corinthians na grande decisão, realizada no estádio do Canindé. Em 1998, entretanto, a parceria é desfeita.

### Era Parmalat

#### A polêmica nova mudança de nome para Etti Jundiaí
Logo depois de anunciar o fim de uma parceria, o clube acerta com uma nova gestora: a Parmalat, que faz alterar o nome do clube radicalmente para Etti Jundiaí, à revelia dos torcedores que não gostaram da mudança. Segundo a empresa a troca foi necessária por que uma das concorrentes da produtora de laticínios à época era a Leites Paulista, de mesmo nome do clube. A parceria, entretanto, prometia tantos investimentos quanto os realizados pela Lousano ou pela própria Parmalat em outras equipes, como o Palmeiras e o Juventude.
Apesar de um título, o quase
E os resultados não demoraram a acontecer. Já em 1999, o clube sagrou-se campeão da Copa Estado de São Paulo, que atualmente leva o nome de Copa Paulista. Em 2000, o clube monta um time forte para a disputa da Série A2 e chega à decisão, mas acaba perdendo o acesso para o São Caetano - numa partida terminada em 1 a 0 para o adversário, em Jundiaí, com gol de bicicleta de Túlio Maravilha. No mesmo ano, a equipe também bate na trave no módulo verde e branco da Copa João Havelange: com ótima campanha na primeira e na segunda fase do torneio, é derrotado - novamente em casa - pelo Malutrom na terceira fase da competição, e perde a chance de disputar a vaga no mata-mata do Campeonato Brasileiro.
A glória e a alma (quase) lavada
Em 2001, entretanto, todo o sofrimento da torcida com os dois quase se tornam glória com o título da Série A2 do Campeonato Paulista e com o título da Série C do Campeonato Brasileiro. No mesmo ano, o Galo volta ao principal torneio do estado de São Paulo depois de 15 anos e garante vaga no nível mais alto nacionalmente que o clube já havia chegado até então.

### O fim também é um início: plebiscito e o retorno às origens e à identidade jundiaiense
Em 2002, por conta de gestões fraudulentas na sede da empresa na Itália, a Parmalat retira todos os investimentos do futebol e, de uma hora para outra, o clube começa a tocar a vida sem parceiros pela primeira vez em quase uma década. Ainda em 2002, o clube começa a jogar como Jundiaí Futebol Limitada (Jundiaí F.L) após o encerramento das atividades da Parmalat. Após 12 anos de mudanças de nome, o clube realiza um plebiscito em Jundiaí questionando qual o nome que a sociedade jundiaiense queria que o clube tivesse dali em diante. Paulista Futebol Clube ganha com ampla maioria e o Galo volta a respeitar suas origens.

#### Em campo, o retorno do quase
Durante o imbróglio com a Parmalat, o Paulista joga o Torneio Rio-São Paulo de 2002 e faz uma ótima campanha, quase se classificando para a fase final da competição. Ainda sim, uma campanha digna com resultados importantes, como as vitórias contra Fluminense (3x0) e Santos (1x2) e os empates contra Corinthians (2x2), São Paulo (3x3) e Palmeiras (1x1), todas equipes que jogavam o Campeonato Brasileiro.
Ainda em 2002 - e jogando como Jundiaí FL mesmo após o plebiscito - o Paulista também faz uma campanha excelente na Série B. Termina em 7º na primeira fase e disputa as quartas de final contra o Sport Recife, o qual elimina na Ilha do Retiro (1x2) e se credencia a brigar pelo acesso ao Brasileirão pela primeira vez em sua história. A empolgação, entretanto, dá lugar a um dos maiores vexames da história do clube: com estádio novamente lotado, em Jundiaí, o Galo leva 6 a 1 do Fortaleza e dá adeus ao sonho do primeiro escalão do futebol brasileiro. Ainda que a resposta tenha sido um empate no confronto de volta, em 2 a 2, a sensação de quase voltou a pairar em Jundiaí.

### A era de ouro do Paulista Futebol Clube

#### O vice-campeonato Paulista de 2004
Após disputar as competições regionais e nacionais em 2002 e 2003, apesar da má campanha no estadual, o Galo chega a 2004 mais maduro e preparado para tentar voos mais altos. Sob o comando do técnico Zetti, termina em segundo lugar do grupo B na fase de classificação (com direito a uma vitória espetacular por 4 a 0 contra o Santos - que seria campeão brasileiro no fim do ano.
Nas quartas de final, um confronto épico contra seu maior rival - a Ponte Preta - termina com vitória por 4 a 3 na prorrogação após tomar dois a zero ainda no primeiro tempo. Nas semifinais, elimina o Palmeiras nos pênaltis após dois empates (1x1 em São Paulo e 3x3 em Araras, local da segunda partida). Já na decisão, a segunda "final caipira" do Paulistão, acaba derrotado nos dois jogos para o São Caetano (3x1 e 2x0) e fica com um importante Vice-campeonato Paulista de 2004

#### Desafiador de gigantes e a grande glória: a conquista da Copa do Brasil de 2005
Em 2005, o clube atinge a sua fama em nível nacional conquistando a Copa do Brasil, derrotando apenas adversários da 1ª divisão, sendo esse, seu título mais importante no futebol. O jovem time, que tinha Márcio Mossoró, Dema, Réver e Rafael Bracalli como destaques bateu Juventude, Botafogo, Internacional, Figueirense, Cruzeiro e Fluminense, com direito a classificações e partidas épicas desde a primeira fase do torneio.
Foram 14 gols marcados e 10 sofridos em 12 partidas no torneio. O título virou, inclusive, um livro: Eterna Conquista, lançado pelo técnico Vágner Mancini em 2016, que conta os bastidores mais importantes daquela campanha, como a virada histórica contra o Cruzeiro na semifinal da competição e a forma de cuidar do gramado do Estádio Dr. Jayme Cintra antes e durante os confrontos.

#### A histórica Libertadores, o River Plate e o fio de distância para a Série A
Em 2006, o Paulista disputou o 1º torneio internacional de sua história, a Copa Libertadores da América de 2006. Ainda que não tenha passado da primeira fase do torneio, o clube não foi o saco de pancadas que muitos esperavam. Não perdeu jogando em casa, empatou fora e ficou a dois pontos de se classificar num grupo que tinha o poderoso River Plate, da Argentina, e o semifinalista Libertad, do Paraguai, além do El Nacional do Equador.
A partida contra o River Plate, em Jundiaí, é um capítulo à parte na história do Galo. Numa noite fria do outono paulista, mais de 9 mil pessoas foram ao Estádio Dr. Jayme Cintra para o confronto, que terminou em 2 a 1 para a equipe brasileira. Amaral, numa bomba de fora da área, e Jailson, após cruzamento de Lucas, marcaram os gols do Tricolor.
No Campeonato Brasileiro da Série B, o time quase subiu para a Série A nacional, porém ficou na 5ª colocação empatado com o América de Natal em número de pontos, mas perdendo no número de vitórias. Neste mesmo ano, no dia 17 de novembro de 2006, o Paulista aplicou impiedosos 9 a 0 na equipe do Paysandu, do Pará.

### Campus Pelé: do sonho ao fracasso e o início das quedas
Em 2007, o Paulista assinou um acordo para iniciar o projeto denominado Campus Pelé - que seria um fundo de investimento com sede em Luxemburgo e traria R$ 50 milhões em investimentos e formação de atletas brasileiros no clube. Já com o projeto em andamento e uma das maiores folhas, o clube não foi bem na Série B daquele ano e acabou rebaixado para a Série C junto com Santa Cruz, Remo e Ituano.
Em 2009, o clube foi vice-campeão da Copa Paulista. No ano seguinte, em 2010, o Paulista chegou novamente à final e conquistou o título da competição, que também permitiu que o clube voltasse a disputar a Copa do Brasil em 2011, ano em que a equipe quase chegou a voltar a disputar o Campeonato Brasileiro. Como resultado, a equipe disputou e foi campeã da Copa Paulista. Mas o projeto acabou, e o Galo mais uma vez se viu com poucos recursos e uma dívida alta para tocar o clube.
Em 2013, em meio a participações razoáveis no Campeonato Paulista, o clube assinou outro acordo – agora para pagamento das dívidas: um condomínio de credores, – aliado à 2ª Vara Trabalhista de Jundiaí, que permitiu à Justiça bloquear R$ 1 milhão das cotas oriundas da Federação Paulista de Futebol pela participação nos estaduais da entidade. Porém, no ano seguinte (2014), o Galo fez má campanha, que culminou no rebaixamento para série A2 do Campeonato Paulista depois 14 edições na série principal, e as dívidas explodiram.

### Os rebaixamentos em série
Em crise e rebaixado à Série A2, o clube tenta um novo projeto de investimento: O Novo Paulista, trazendo dirigentes da época de ouro de volta ao clube após 4 anos e buscando a estruturação no marketing para quitar as dívidas de R$ 27 milhões à época. Apesar de esforços de alguns lados, o projeto fracassa e, em 2016, o clube é rebaixado mais uma vez –agora à Série A3 do Campeonato Paulista. E em 2017, após outra má campanha, é rebaixado pela primeira vez à Segunda Divisão do Campeonato Paulista (equivalente a quarta divisão do futebol estadual à época.
No ano de 2019, o Paulista de Jundiaí fez uma nova parceria, desta vez com as empresas Kah Sports e Fut-Talentos. Com o melhor aproveitamento da competição, sagrou-se campeão dentro de seus domínios contra a equipe do Marília Atlético Clube, mas em 2020 foi rebaixado novamente para a Segunda Divisão do Campeonato Paulista.

### RedBull Paulista? As negociações com a empresa de bebidas austríaca
Em março de 2019, o então presidente José "Pepe" Verdugo Diaz admitiu conversas com a empresa de bebidas RedBull visando uma parceria para o Futebol. A proposta que foi colocada à mesa era a junção do Paulista Futebol Clube, que entraria com a cidade de Jundiaí, a torcida e o Estádio Dr. Jayme Cintra, o Oeste de Itápolis, que entraria com a vaga na Série B do Campeonato Brasileiro, e a RedBull, representada pelo RedBull Brasil, que faria os aportes financeiros necessários.
Devido a grande rejeição da maioria da torcida, preocupada que a história do Paulista Futebol Clube fosse apagada com o modelo a ser implementado no clube (que, caso seguisse o que houve nas demais agremiações da RedBull no futebol mundo afora, aconteceria), o acordo não foi firmado e a empresa de energéticos fez a compra, em definitivo, do Clube Atlético Bragantino.

### Transformação em Sociedade Anônima do Futebol
Em dezembro de 2022, um ano após a promulgação da Lei 14.193 , que determinava sobre a criação das Sociedades Anônimas do Futebol (SAF), um novo modelo de empresa criada exclusivamente para a prática do futebol, o Conselho de Administração do Paulista votou por unanimidade a transformação do clube em SAF. 

### Um passo atrás para dois à frente: o rebaixamento à 5º divisão e volta pra A3 em 6 meses
Em 2023 o Paulista acabou fazendo uma campanha ruim no Campeonato Paulista da Segunda Divisão e foi rebaixado para a Quinta Divisão que foi criada em 2024. Já em seu primeiro ano de disputa da competição, o Galo sagrou-se campeão da competição e conquistou o acesso para disputar o Campeonato Paulista de Futebol - Série A4 no ano de 2025. Menos de sete meses após o título, o clube jundiaiense subiu na Série A4 para a Série A3 com o vice-campeonato. Nas quartas de final, eliminou o Joseense, e nas semifinais, eliminou o Nacional, garantindo o acesso para a Série A3 de 2026. Ao terminar a primeira fase em 5º lugar, o Paulista também se classificou à Copa Paulista após nove temporadas.  

## Nomes
| Nome                           | Anos          |
| ------------------------------ | ------------- |
| Jundiahy Foot Ball Club        | 1903–1908     |
| Paulista Futebol Clube         | 1909–1990     |
| Lousano Paulista Futebol Clube | 1990–1998     |
| Etti Jundiaí Futebol           | 1998–2002     |
| Jundiaí Futebol Limitada       | 2002          |
| Paulista Futebol Clube         | 2002–presente |

## Escudos
Em toda a sua história, o Paulista teve diversos escudos que contrastavam com a respectiva época de utilização. Nos primeiros anos de história, o Galo utilizou modelos em preto e branco, uma vez que a coloração era muito difícil à época. Modelos garrafais, lembrando a grafia da Companhia Paulista de Estradas de Ferro, também fizeram parte da história do Tricolor da Serra do Japy. Até o escudo do São Paulo FC influenciou dois dos escudos do Paulista, porém ainda na primeira metade do Século XX.
O escudo como conhecemos hoje é uma releitura atualizada do símbolo utilizado no primeiro acesso do clube à Primeira Divisão, em 1968. Após o plesbicito que devolveu o nome original do clube, o símbolo foi repaginado incluindo o nome da cidade de Jundiaí em uma faixa na parte de baixo. A última grande alteração foi realizada em 2005, com a inclusão da estrela dourada que simboliza a conquista da Copa do Brasil naquele ano. Em 2009, o clube também fez um desenho em homenagem aos 100 anos de fundação.

## Rivais
As rivalidades do Paulista foram mudando ao longo do tempo, mas - até pela fundação interligada - o maior deles sempre foi a Ponte Preta. Hoje considerado parceiro nas torcidas, o Guarani também foi um grande rival nos anos 1980, assim como o Bragantino - muitas vezes seja maior do que com a Macaca de Campinas e também pelo XV de Piracicaba - contra quem, em 1920, o Galo conquistou seu primeiro título. Outro rival é o Ituano, com quem protagoniza o clássico Briga de Galo.

## Títulos
| NACIONAIS | NACIONAIS                            | NACIONAIS | NACIONAIS                 |
|           | Competição                           | Títulos   | Temporadas                |
| --------- | ------------------------------------ | --------- | ------------------------- |
|           | Copa do Brasil                       | 1         | 2005                      |
|           | Campeonato Brasileiro - Série C      | 1         | 2001                      |
| ESTADUAIS |                                      |           |                           |
|           | Competição                           | Títulos   | Temporadas                |
|           | Copa Paulista                        | 3         | 1999, 2010 e 2011         |
|           | Campeonato Paulista - Série A2       | 4         | 1919, 1921, 1968 e 2001   |
|           | Campeonato Paulista - Série A4       | 1         | 2019                      |
|           | Campeonato Paulista - Quinta Divisão | 1         | 2024                      |
| TOTAL     |                                      |           |                           |
|           | Competição                           | Títulos   | Temporadas                |
|           | Títulos oficiais                     | 11        | 2 Nacionais e 9 Estaduais |

### Campanhas de destaque
| DESTAQUES                      | DESTAQUES                                     |
| Competição                     | Resultados                                    |
| ------------------------------ | --------------------------------------------- |
| Campeonato Paulista            | Vice-campeão (2004) 6º colocado (2005 e 2007) |
| Campeonato Paulista – Série A2 | Vice-campeão (1956, 1984 e 2000)              |
| Campeonato Paulista – Série A3 | Vice-campeão (1960 e 1995)                    |
| Campeonato Paulista – Série A4 | Vice-campeão (2025)                           |
| Copa Paulista                  | Vice-campeão (2009)                           |
| Série B                        | 4º colocado (2002) 5º colocado (2006)         |
| Copa Libertadores da América   | Fase de grupos (2006)                         |

## Estádios

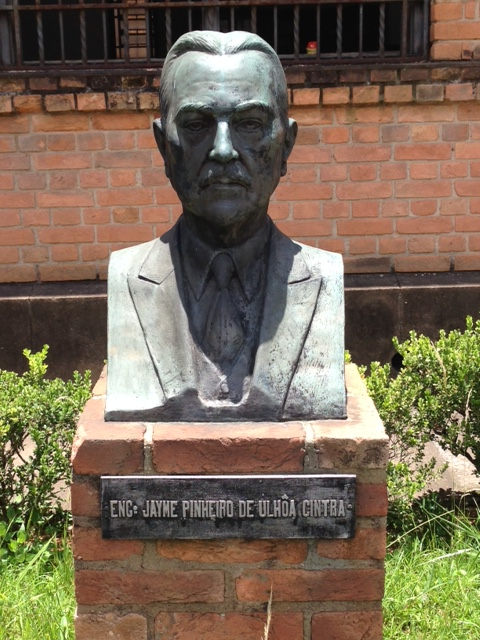
Busto do Dr. Jayme Pinheiro de Ulhôa Cintra localizado no Complexo Fepasa em Jundiaí

Em sua centenária história, o Paulista Futebol Clube atuou em três locais.
- Campo da Barreira (1909-1913), próximo à Companhia Paulista de Estradas de Ferro
- Estádio da Vila Leme (1913-1956), no Centro de Jundiaí
- Estádio Dr. Jayme Cintra (1957-hoje), no Jardim Pacaembu

O Estádio Doutor Jayme Cintra foi inaugurado em 30 de maio de 1957, com um jogo amistoso entre Paulista e Palmeiras, no qual o Paulista venceu por 3 a 1. O primeiro gol do estádio foi marcado pelo atacante Belmiro, do time da casa. Atualmente, possui capacidade para 15.000 pessoas. O nome do estádio é oriundo de um ex-presidente da extinta Companhia Paulista de Estradas de Ferro.
Jayme Pinheiro de Ulhôa Cintra nasceu no dia 1 de maio de 1886, na cidade de Campinas. Formou-se engenheiro civil em 1907 pela Escola Politécnica, atualmente da Universidade de São Paulo, como primeiro aluno da turma, situação única que lhe garantiu colocação na Companhia Paulista de Estradas de Ferro, como engenheiro praticante, em 1908.
Exerceu o cargo de presidente da Companhia de 1 de janeiro de 1950 a 1 de junho de 1961. Morreu em 1 de junho de 1962. Foi um dos principais responsáveis pela construção e iluminação do estádio.

## Presidentes
| Período                  | Presidente                                                                                      | Ref.                               |
| ------------------------ | ----------------------------------------------------------------------------------------------- | ---------------------------------- |
| 1909/1914                | John Lewis Jones                                                                                | [ 1 ] [ 31 ]                       |
| 1914/1918                | Tibúrcio Estevam de Siqueira                                                                    |                                    |
| 1919/1920                | Manoel Aníbal Marcondes                                                                         |                                    |
| 1921                     | Osório Alves Cardoso                                                                            |                                    |
| 1922/1924                | José Adrião Cassalho Jr.                                                                        |                                    |
| 1925/1926                | Tibúrcio Estevam de Siqueira (2)                                                                |                                    |
| 1927/1929                | Dr. Benedito de Godoy Ferraz                                                                    |                                    |
| 1930                     | Sebastião de Godoy Ferraz                                                                       |                                    |
| 1931                     | Miguel Basile                                                                                   |                                    |
| 1931                     | Carlos Cordtz                                                                                   |                                    |
| 1931/1932                | Miguel Basile (2)                                                                               |                                    |
| 1932                     | José Vitorino Ferreira Filho                                                                    |                                    |
| 1933                     | Miguel Basile (3)                                                                               |                                    |
| 1934                     | Tibúrcio Estevam da Siqueira                                                                    |                                    |
| 1935/1938                | Dr. Clóvis de Sá e Benevides                                                                    |                                    |
| 1938                     | Gothardo Simões                                                                                 |                                    |
| 1939                     | Sidney John Normanton                                                                           |                                    |
| 1940                     | Waldemar de Almeida Ramos                                                                       |                                    |
| 1941                     | José Lamaneres de Oliveira                                                                      |                                    |
| 1942                     | Ten. Miguel Pinto                                                                               |                                    |
| 1943                     | Miguel Basile (4)                                                                               |                                    |
| 1944                     | Sidney John Normanton (2)                                                                       |                                    |
| 1945                     | Joaquim Cândido Leite Chaves                                                                    |                                    |
| 1945/1946                | John Normanton Jr.                                                                              |                                    |
| 1947/1948                | Felipe Elias                                                                                    | [ 32 ]                             |
| 1949                     | Sebastião de Godoy Ferraz                                                                       |                                    |
| 1950                     | José Spinelli                                                                                   |                                    |
| 1951                     | Paulo Pinto                                                                                     |                                    |
| 1951/1952                | José Spinelli (2)                                                                               |                                    |
| 1952/1953                | Odil Campos de Sáes                                                                             |                                    |
| 1953/1954                | Dr. Armando Guerrazi                                                                            |                                    |
| 1954                     | Odil Campos de Sáes (2)                                                                         |                                    |
| 1955/1956                | Dr. José de Godoy Ferraz                                                                        |                                    |
| 1957                     | Hassib Curi                                                                                     |                                    |
| 1957                     | Roberto Picchi                                                                                  |                                    |
| 1958                     | Bento Figueiredo                                                                                |                                    |
| 1959                     | Hassib Curi (2)                                                                                 |                                    |
| 1959                     | Paulo Mário de Souza                                                                            |                                    |
| 1960/1961                | Bento Figueiredo                                                                                |                                    |
| 1961                     | Hermógenes Bisquolo                                                                             |                                    |
| 1962                     | José de Morais Campos                                                                           |                                    |
| 1963                     | Otávio Sanguini                                                                                 |                                    |
| 1963                     | Dr. Célio Ciari                                                                                 |                                    |
| 1963                     | Triunvinato: Mário Pinheiro, Luiz Geraldo Basile de Lacerda e Paulo Ferraz dos Reis             |                                    |
| 1963                     | Joaquim da Silva Rocha                                                                          |                                    |
| 1964                     | Omair Zonignani                                                                                 |                                    |
| 1965/1966                | Lázaro de Almeida                                                                               |                                    |
| 1967/1968                | Roberto Picchi (2)                                                                              |                                    |
| 1968/1969                | Vanderlei Pires                                                                                 |                                    |
| 1969                     | Triunvinato: Mário Pinheiro (2), Luiz Geraldo Basile de Lacerda (2) e Paulo Ferraz dos Reis (2) |                                    |
| 1969/1971                | Mário Pinheiro (3)                                                                              |                                    |
| 1971                     | Paulo Ferraz dos Reis (3)                                                                       |                                    |
| 1972/1973                | Jayro Maltoni                                                                                   |                                    |
| 1973                     | Roberto Leoni                                                                                   |                                    |
| 1974/1975                | Wanderley Pires                                                                                 |                                    |
| 1976                     | Décio D'Angieri                                                                                 |                                    |
| 1977                     | Wanderley Pires (2)                                                                             |                                    |
| 1977/1979                | Íbis Cruz                                                                                       |                                    |
| 1979                     | Wanderley Pires (3)                                                                             |                                    |
| 1980                     | Luís Burkarte Filho                                                                             |                                    |
| 1980/1986                | José Pfulg                                                                                      | [ 33 ]                             |
| 1987                     | Nélson de Salvi                                                                                 |                                    |
| 1988                     | Egydio Passarin                                                                                 |                                    |
| 1989/1990                | Sérgio de Mello Tavares                                                                         |                                    |
| 1991/1992                | Álvaro Costa                                                                                    |                                    |
| 1993/1994                | José Verdugo Díaz                                                                               |                                    |
| 1995                     | Douglas Rancoletta                                                                              | [ 34 ]                             |
| 1995/1998                | Pascoal Grassioto                                                                               | [ 35 ] [ 36 ] [ 37 ]               |
| 1998                     | Antonio Monteiro                                                                                |                                    |
| 1998/2010                | Eduardo Palhares                                                                                | [ 38 ] [ 39 ] [ 40 ]               |
| 2010/2016                | Djair Bocanella                                                                                 | [ 41 ] [ 42 ] [ 43 ] [ 44 ] [ 45 ] |
| 2016                     | José Verdugo Diaz (2)                                                                           | [ 46 ] [ 47 ] [ 48 ]               |
| 2017/2018                | José Verdugo Diaz (3) (eleito)                                                                  |                                    |
| 2019/2020                | Rogério Levada (eleito)                                                                         | [ 49 ] [ 50 ] [ 51 ]               |
| 2020                     | Rodrigo Alves (entrada após renúncia do presidente anterior)                                    |                                    |
| 2021/2022                | Rodrigo Alves (eleito)                                                                          | [ 52 ] [ 53 ] [ 54 ]               |
| 2023/2024 (em andamento) | Rodrigo Alves (eleito)                                                                          |                                    |
| 2025/2026                | Raphael Donadell (eleito)                                                                       |                                    |
| 2027/2028                | TBD (eleição em dezembro de 2026)                                                               |                                    |

## Conselho De Administração
Art. 29º – A Assembleia Geral reunir-se-á:
A – Ordinariamente, a cada quatro anos, no mês de agosto, exclusivamente para eleger os membros do Conselho de Administração e seus suplentes;
Art. 50º 
 A Mesa Diretora do Conselho de Administração será constituída por um Presidente, um Vice-Presidente, um Primeiro Secretário e um Segundo Secretário, eleitos pelo próprio Conselho de Administração, em sua primeira reunião, vigorando os mandatos por 4 (quatro) anos, vedada mais de uma reeleição consecutiva.
| Gestão    | Data da Eleição | Presidente              | Data Exata do Mandato     | Motivo da Entrada            | Ref                  |
| --------- | --------------- | ----------------------- | ------------------------- | ---------------------------- | -------------------- |
| 2026-2030 | Agosto/2026     | TBD                     |                           |                              |                      |
| 2023-2026 | -               | Fábio Alexandre Godinho | 07/11/2023 até hoje       | Recomposição após renúncia   | [ 56 ] [ 57 ]        |
| 2022-2026 | -               | Juarez Roque Aizza      | 20/09/2023 até 07/11/2023 | Renúncia presidente anterior | [ 58 ]               |
| 2022-2026 | 29/08/2022      | Marcelo Cecato          | 23/08/2022 a 20/09/2023   | Eleito                       | [ 59 ] [ 60 ] [ 61 ] |
| 2018-2022 | -               | Marcelo Cecato          | TBD a 22/08/2022          | Renúncia presidente anterior | [ 62 ] [ 63 ] [ 64 ] |
| 2018-2022 | Agosto 2018     | Cláudio Levada          | TBD                       | Reeleito                     |                      |
| 2014-2018 | Agosto 2014     | Cláudio Levada          | TBD                       | Eleito                       |                      |
| 2010-2014 | 30/08/2010      | -                       | 02/09/2010 a TBD          | -                            | [ 65 ]               |
| 2006-2010 | -               | José Ricardo Siqueira   | -                         | -                            |                      |
| 2002-2006 | -               | -                       | -                         | -                            |                      |
|           |                 |                         |                           |                              |                      |

## Estatuto
O estatuto mais recente do Paulista Futebol Clube é datado de 2006, com alterações em 2014 (para diminuir de quatro para dois anos o tempo de mandato da diretoria executiva e de órgãos internos) e 2021, para adequar legislações brasileiras. O documento traz mais de 100 artigos explicitando as regras de trabalho dos colegiados internos do clube e foi promulgado pelo então presidente Eduardo S. Palhares. 

## Estatísticas

### Participações
|  | Participações em 2025 |

| Competição | Competição                   | Temporadas | Melhor campanha                   | Estreia | Última | A | R |
| São Paulo  | Campeonato Paulista          | 28         | Vice-campeão (2004)               | 1926    | 2014   |   | 3 |
| São Paulo  | Série A2                     | 41         | Campeão (1919, 1921, 1968 e 2001) | 1919    | 2016   | 3 | 2 |
| São Paulo  | Série A3                     | 5          | Vice-campeão (1960)               | 1960    | 2020   | 2 | 2 |
| São Paulo  | Série A4                     | 6          | Campeão (2019)                    | 2018    | 2025   | 2 | 1 |
| São Paulo  | Segunda Divisão              | 1          | Campeão (2024)                    | 2024    | 2024   | 1 |   |
| São Paulo  | Copa Paulista                | 11         | Campeão (1999, 2010 e 2011)       | 1999    | 2025   |   |   |
| Brasil     | Série B                      | 6          | 4º colocado (2002)                | 2002    | 2007   | – | 1 |
| Brasil     | Série C                      | 7          | Campeão (2001)                    | 1995    | 2008   | 1 | – |
| Brasil     | Série D                      | 1          | 18º colocado (2009)               | 2009    | 2009   | – |   |
| Brasil     | Copa do Brasil               | 3          | Campeão (2005)                    | 2005    | 2012   |   |   |
|            | Copa Libertadores da América | 1          | Grupos (2006)                     | 2006    | 2006   |   |   |

### Últimas temporadas
Legenda:
| Campeão Vice-campeão Eliminado nas semifinais | Campeão e promovido à divisão superior Vice-campeão e/ou promovido à divisão superior Rebaixado à divisão inferior | Classificado à fase de grupos da Copa Libertadores Classificado à fase preliminar da Copa Libertadores Classificado à Copa Sul-Americana |

### Artilheiros
Os maiores goleadores da história do Galo
| P   | Nome        | Nº Gols | Período     |
| --- | ----------- | ------- | ----------- |
| 1º  | Sancho      | 102     | 1926 a 1943 |
| 2º  | Camargo     | 99      | 1920 a 1934 |
| 3º  | Batata      | 91      | 1915 a 1943 |
| 4º  | Tito        | 74      | 1950 a 1958 |
| 5º  | Ricardo     | 72      | 1981 a 1986 |
| 6º  | Lamaneres   | 66      | 1919 a 1932 |
| 7º  | Jean Carlos | 64      | 1998 a 2007 |
| 8º  | Martinelli  | 58      | 1952 a 1962 |
| 9º  | Basile      | 57      | 1937 a 1948 |
| 10º | Gandia      | 51      | 1938 a 1950 |
|     | Minguta     | 51      | 1919 a 1933 |

### Jogadores que mais jogaram
Os jogadores que mais vestiram a camisa do Galo
| P   | Nome        | Nº Jogos | Período     |
| --- | ----------- | -------- | ----------- |
| 1º  | Marco       | 314      | 1973 a 1984 |
| 2º  | Jurandir    | 302      | 1965 a 1972 |
| 3º  | Martinelli  | 257      | 1952 a 1962 |
| 4º  | Adair       | 217      | 1969 a 1976 |
| 5º  | Fábio Gomes | 208      | 2000 a 2016 |
| 6º  | Bosco       | 203      | 1972 a 1979 |
| 7º  | Julinho     | 198      | 1999 a 2010 |
| 8º  | Waldir      | 196      | 1966 a 1971 |
|     | Zé Carlos   | 196      | 1982 a 1991 |
| 10º | Fábio Vidal | 187      | 1997 a 2008 |

### Goleiros que mais defenderam o Paulista
Goleiros com maiores atuações da história do Paulista Futebol Clube:
| P  | Nome            | Nº Jogos | Período     |
| -- | --------------- | -------- | ----------- |
| 1º | Edison Mug      | 175      | 1974 a 1981 |
| 2º | Nicanor         | 165      | 1952 a 1966 |
| 3º | Sérgio          | 140      | 1981 a 1986 |
| 4º | Rafael Bracalli | 121      | 2003 a 2006 |
| 5º | Zé Dica         | 119      | 1930 a 1944 |
| 6º | Luiz Fernando   | 114      | 1971 a 1986 |
| 7º | Victor          | 92       | 2004 a 2007 |
| 8º | Artur           | 91       | 2000 a 2002 |
| 9º | Zuza            | 90       | 1969 a 1972 |
|    | Gilberto        | 90       | 1987 a 1989 |

### Jogadores notáveis
| - Assis Paraíba - Artur Moraes - Dalmo Gaspar - Biro-Biro - Candinho - Casagrande - Cristian - Edu Lima - Fábio Vidal - Felipe Alves - Fernando Diniz - Giba - Glaydson - Umberto Louzer - Índio - João Paulo - Jorge Mendonça - Jorginho - Léo Aro - Marcinho | - Márcio Mossoró - Márcio Santos - Nenê - Neto - Rafael Bracalli - Réver - Ricardo Lopes - Ricardo Narusevicius - Rodrigo Fabri - Rodrigo Tabata - Ronaldo - Samuel Xavier - Servílio - Tião Macalé - Toninho Cerezo - Vágner Mancini - Victor - Wagner Lopes - Zinho |

## Categorias de base

### Títulos da base
| INTERCONTINENTAIS | INTERCONTINENTAIS                         | INTERCONTINENTAIS | INTERCONTINENTAIS                           |
|                   | Competição                                | Títulos           | Temporadas                                  |
| ----------------- | ----------------------------------------- | ----------------- | ------------------------------------------- |
|                   | Campeonato Internacional de Clubes Sub 13 | 1                 | 2013                                        |
| NACIONAIS         |                                           |                   |                                             |
|                   | Competição                                | Títulos           | Temporadas                                  |
| Brasil            | Copa São Paulo de Futebol Júnior          | 1                 | 1997*                                       |
| ESTADUAIS         |                                           |                   |                                             |
|                   | Competição                                | Títulos           | Temporadas                                  |
| São Paulo         | Campeonato Paulista - Sub-17              | 1                 | 2000                                        |
| TOTAL             |                                           |                   |                                             |
|                   | Competição                                | Títulos           | Temporadas                                  |
|                   | Títulos oficiais                          | 3                 | 1 Intercontinental, 1 Nacional e 1 Estadual |

- Título conquistado com o nome de Lousano Paulista.

## Torcidas organizadas
Antigas
- Embriagalo
- Império Jovem

Atuais
- Associação Torcida Raça Tricolor
- Associação Esportiva e Cultural Gamor Força Jovem

## Ranking da CBF
Ranking atualizado e publicado em 13 de dezembro de 2016.
- Posição: 217º
- Pontuação: 50 pontos

O Ranking da CBF (Confederação Brasileira de Futebol) pontua todos os clubes do Brasil de acordo com as campanhas nos campeonatos nacionais.